# スペオペ宙学
『スペオペ宙学』（スペオペちゅうがく）は、1978年から1979年にかけて週刊少年サンデー（小学館）に連載された、永井豪のギャグ漫画作品。

## 概要
宇宙を舞台にしたSF小説であるスペースオペラを略した、スペオペという名称を持つ宇宙の学校、スペオペ宙学が舞台のドタバタコメディである。物語は基本的には『ハレンチ学園』のアップデート版という感じで進む。名前の通り『スター・ウォーズ・シリーズ』の影響をかなり受けている。
第1話から隣のクラスと戦争となり、それを察知したPTAが介入するなど、それまでの永井作品が受けた抗議を逆手に取ったような演出がなされた。また被差別階級として描かれるアガゾス星人と、それをめぐる対立が後に戦争に発展するなど、バイオレンス描写も残っている。ただしそれまでの度重なる抗議のためか、あまり派手な描写にはなっていない。数話で一つのまとまった形で話を完結、もしくは1話完結方式をとり、当時の少年マンガによくあった「読み切り」と「続き物」との中間に位置する形式である。

## あらすじ
スペオペ宙学に通うドン・宙太は、将来宇宙騎士を目指す腕白少年。取り巻きのモス・モスキーとスケコンHを従え、宙学を常に騒動に陥れる。先生も各種異星人からなり、ホシゴジラなどタチの悪い先生がいっぱい。転校生の竜子・スカイウォーカーは運動神経抜群の美少女のため、先生達の格好のターゲットである。彼女に一目惚れしたドン・宙太は、何とかいいところを見せようと張り切るのだった。
物語の終盤、授業料値上げを目論んだスペ宙側とPTAとの戦争となる。
最終回は、登場人物全員が現実世界の地球人として普通の学校に通う姿が描かれた。そのラストシーンは、授業も上の空のドン・宙太（と思われる少年）が退屈そうに窓の外に目をやり、最後のコマだけスペオペ宙学に戻るというもの。物語の全てが、宙太の想像上の出来事だったと思わせる締めくくりであった。

## スペオペ宙学
- 宇宙の学園星空間に浮かんでいる。
- 球状の宇宙ステーションであり、デス・スターを彷彿させる。
- 宙学というのはこの世界観で定義されている学校の種類。グラマラ宙学という宙学も登場する。
- さまざまな星から生徒が宇宙船で通う学校の為、宇宙船の格納庫も存在する。
- 学生寮も、宇宙ステーションとして個別に存在する。遠足や修学旅行は当然他の星へ行く。
- 部活動も超能力卓球部、無重力テニス部、レズリング部（後述）、ホモウ部など多数が存在する。
- 校内に敵対的な宇宙人が入って来た場合、生徒も武器を取って戦う許可を出す事がある。勿論生徒達は大喜び。

## 登場人物

### 生徒
ドン・宙太（ドン ちゅうた）
地球人の少年。宇宙船をハコと呼ぶなど結構ガラが悪く、カツアゲをする不良には汚物回収タンクを宝物として差し出すなど、悪知恵も働く。透明人間薬を手に入れたら真っ先に覗きに使うなど、健全なスケベ少年。女子にはあまり嫌われてはいない。女装も似合うことから、どちらかといえば2枚目な主人公。姉の宙子がいる。
モス・モスキー
チューバッカがモチーフの獣人型宇宙人。身体が大きい。性格は温和で呑気。三人はいつも宙太の円盤に相乗りして登下校する。
スケコンH（スケコン エッチ）
R2-D2がモチーフの小型のロボット。学校に通っていることからAIらしい。オイルが好物。生徒達はこれら人間型生物、デミヒューマン、ロボットがほぼ均等に描かれている。
竜子・スカイウォーカー（りゅうこ スカイウォーカー）
ルーク・スカイウォーカーをネーミングとした竜帝国の姫。運動神経が抜群で容姿端麗、成績優秀という絵に描いたようなヒロイン。人間型宇宙人であり、露出度の高いビキニアーマーを普段着にしており、エロティックな描写は健在。レズリング部（誤植にあらず。レスリングと、相手をもんだりなめたりして力を失わせフォールするという、レズビアンテクニックをあわせた女性専用格闘技のスポーツ）キャプテンを含む数々の運動部の主将を務める。剣の腕は超一流。
小蝶・ファンタジー（こちょう ファンタジー）
ドンと同級生の、頭部に蝶の羽根のような器官をもつ人間型美少女。当初のヒロインは竜子であり、小蝶は脇役だったが、金持ちの竜子より庶民派の小蝶の方が宙太とからませ易く、中盤以降では竜子が出ずに小蝶が出る話も多い。

### 教師
ホシゴジラ
スペオペ宙学の教師。成績をたてに家庭教師を強要するなど卑劣で強欲。キャラはヒゲゴジラ。宙太の企みで宇宙に吸い出されるシーンがあるが、これは『エイリアン (映画)』のパロディ。
アガゾス先生
被差別民族アガゾス星人の先生。アガゾス星人はみな姓がアガゾス。魚類のような姿をしており口から火を吐く。どんなに活躍したとしても「アガゾス」だからという理由で報われない人。アガゾスクラスの担任をしている。
丸ゴリ先生
獣人型宇宙人の先生。怒りっぽく腕力で解決するタイプ。学年主任。
ウナギル先生
電気ウナギ型宇宙人の先生。怒ると電撃を出す。
ダーク・ダンガー
鎧に身を包んだスペオペ宙学校長で、ダース・ベイダーがモチーフ。学費の大幅値上げをもくろむがPTAの介入を受け、最後はアガゾス先生に倒される。二人の対決シーンはアガゾス先生がローブをまとっているなど、ダース・ベイダーとオビ＝ワン・ケノービの対決シーンそのままである。

### その他
ドクター ワインシュタイン
アル中の科学者。キャラはアルフォンヌ。透明人間薬を作った。SFギャグ漫画に欠かせないマッド・サイエンティストの為、中盤での出番は多い。
PTA
教師達とは独立した組織を持っており、ママゴーンという宇宙戦艦も保有する。シンボルマークはしゃもじ。

## 単行本
ほとんどが入手困難。現在はeBookJapan他の電子書籍版がダウンロード可能。
- 秋田書店・SUNDAY COMICS（全3巻）
- 英知出版・トラウママンガブックス 全1巻 - 上記では未収録だった、連載外で発表された読みきり「銀河魔法戦争」と「インベーダー作戦」まで完全収録。
- 『まいるど7』 - これには前述の「銀河魔法戦争」のみ収録されている。